# Franjo Trenk
Franjo Trenk (njemački: Franz von der Trenck) (Reggio Calabria, Italija, 1. siječnja 1711. – tamnica Spielberg u Brnu, 4. listopada 1749.) bio je hrvatski barun, austrijski pukovnik.

## Životopis
Franjo Trenk rodio se je u Reggio Calabriji 1711. godine. Rodio se je kao treće dijete u obitelji oca baruna Ivana Trenka (njem. Johann Heinrich von der Trenck) i majke Marie Anne von Ketteler. Bio je sin Prusa koji je iz zahvalnosti što je dobio dobru vojnu službu od carice i kraljice Marije Terezije, prešao na katoličanstvo. Iako nije bio Hrvat podrijetlom, pojava baruna Franje Trenka u povijesti hrvatskoga naroda i povijesti ratovanja ostavila je upečatljiv dojam. Pod njegovim zapovjedništvom Hrvati, poglavito iz hrvatske regije Slavonije, proslavili su se kao izvrsni ratnici. Otac mu je bio vojni zapovjednik brodske Tvrđave, a on je odgojen kod šopronskih (Oedenburg) i požeških isusovaca. Godine 1728. stupio je u pješačku pukovniju grofa Nikole Pálffyja br. 8, koju je službu napustio 1731. godine. Od 1731. do 1737. godine živio je na svom imanju Brestovac. Kada mu je 1737. godine od kuge umrla supruga (barunica Josephine von Tillier) i četvero male djece, ponovno se vojno aktivirao. Stupivši u rusku vojnu službu s 300 ljudi otišao je preko Poljske u Kijev, te se istaknuo u borbama na Bugu i dobio čin bojnika, no zbog sukoba s pretpostavljenima 1740. godine bio je prognan iz Rusije. Od 1741. godine sudjelovao je u austrijskom nasljednom ratu s 1200 dragovoljaca i pomilovanih hajduka poznatih pod imenom Trenkovi panduri, s kojima je uspješno ratovao u Šleskoj, Austriji, Bavarskoj i Češkoj. U prosincu 1742. vratio se u Slavoniju gdje je nakon očeve smrti 1743. godine naslijedio njegov posjed (Brestovac, Pleternicu i Pakrac), a poslije je kupio Veliku i Nuštar. Nakon toga se s pandurima, koje je u Beču 1744. godine preustrojio u regularnu pukovniju, vratio na bojište gdje se posebno istaknuo u bitkama na Rajni, pri zauzimanju Českih Budějovica i u bitki kraj Kolína u Češkoj. U prosincu 1745. godine vratio se u Slavoniju u činu pukovnika.
Trenk je preživio 102 dvoboja. Što u ratu, što u dvobojima ranjen je 14 puta, a dva puta osuđivan je na smrt. Za života je govorio "Ich bin Schlavoner", i kada je to govorio plemić pruskoga podrijetla, onda je imao dobar razlog za to. Uz njegovu genijalnost Hrvati su u Europu uveli prvu vojnu glazbu, prvi su u Europi koristili turski instrument činele. Koliko su panduri bili cijenjeni kao ratnici govori podatak kako su se u razdoblju njihova ratovanja u cijeloj Europi izrađivali dugi lovački noževi s natpisima VIVAT PANDUR i s vrhom koji se zvao pandur spitze.
Mnogobrojni Trenkovi protivnici dizali su optužbe protiv Trenka. Uglavnom su ga tužili otpušteni časnici, a optuživali su ga za: 
- okrutno postupanje s vojnicima i časnicima;
- silovanje žena i djevojaka;
- pronevjeru državne blagajne;
- namjerno puštanje pruskoga kralja Fridrika II., kojega je navodno mogao zarobiti;
- navodno otpremanje 30.000 pušaka u Slavoniju sa svrhom podizanja bune protiv kraljice itd.

Na sudu su se sve optužbe pokazale neutemeljene, međutim njegovi protivnici neumorno su obnavljali postupak. Kraljica je predlagala Trenku neka moli oprost, ali njegov ponos mu to nije dopuštao. Osuđen je u Beču 1747. godine na gubitak čina i doživotnu tamnicu, a njegova velika imanja pripala su Dvorskoj komori.
Svoj i mladi burni život skončao je u 38. godini, 4. listopada 1749. godine, u zatvoru tvrđave Spilberg u Brnu, u Moravskoj, nakon što je napisao oporuku i dvije knjige memoara. Prema kraljičinoj želji njegov boravak u zatvoru je učinjen izrazito ugodnim tako da je imao osobnog slugu i mogao se kretati slobodno po dvorcu. Njegovo tijelo, odjeveno u kapucinsku halju, položeno je u kriptu kapucinskoga samostana u Brnu, na zemljanom tlu i s glavom položenom na dvije cigle, a zbog atmosferskih prilika njegovo se tijelo u kripti osušilo i mumificiralo. Kasnije ga je njegov pranećak Heinrich von Trenck premjestio u lijes sa staklenim poklopcem u kojemu i danas leži. O navodnoj autobiografiji koja je inspirirala Srećka Albinija za stvaranje operete Barun Trenk, postoje prijepori ↓1.

## Tradicija i spomen
- Trenkovi panduri zadržali su svoj kontinutitet, najduži u povijesti hrvatske vojske, nakon što je Trenkova pukovnija pretvorena u slavonski bataljun 22. prosinca 1748. godine a nekoliko godina kasnije (1756. godine) slavonski bataljun pretvoren je u ugarsku, 53. pješačku pukovniju koja je s kasnijim sjedištem u Zagrebu održana sve do 1918. godine.[3]
- U Slavoniji u usmenoj predaji žive priče o barunu Trenku u dobrom svjetlu. Bijaše to vrlo neobičan čovjek: izvrstan đak, nadmeni kavgadžija, umjetnik, kockar, ljubavnik, lucidni umjetnik rata, kavge, vrlo vješt borac sabljom, kuburom, darežljivi vlastelin, glazbenik i što sve ne!
- U Njemačkoj, Austriji i Hrvatskoj postoje povijesne udruge koje njeguju tradiciju Trenkovih pandura i kada Nijemci viču: "Wir sind Kroaten, wir sind panduren!", onda postoji jak razlog za to.
- U Požegi od 1881. godine djeluje Gradska glazba "Trenkovi panduri", a 1997. godine formirana je Povijesna postrojba "Trenkovi panduri".[1]
- Od 1912. godine naselje u općini Velika gdje se nalazi i Dvorac Baruna Trenka zove se Trenkovo.
- U Waldmünchenu u okrugu Cham od 1950. godine održava se povijesni festival "Trenck der Pandur vor Waldmünchen", a u istome gradiću 2001. godine otvoren je muzej "Grenzland- und Trenckmuseum" gdje se nalazi trajna izložba posvećena Franji Trenku i njegovim pandurima.[1]
- 2011. godine u Požegi u današnjoj Cehovskoj ulici postavljena mu je spomen-ploča i to na mjestu gdje je nekada bila njegova kuća u kojoj je živio za svojih boravaka u Požegi.[9]
- Hrvatski književnik Hrvoje Hitrec objavio je 2018. godine roman Špilberk, romansirani životopis baruna Trenka.[10]
- U Češkoj, u Brnu, nedaleko kapucinskoga samostana gdje je položeno njegovo tijelo je pivnica U Pandura u kojoj se pravi pivo nazvano Baron Trenck,[11] a u Hrvatskoj proizvodi se vinjak Trenk tvrtke Zvečevo.

### Djela o Franji barunu Trenku
Knjige i članci
- Eberhard Friedrich Hübner, Franz von der Trenk, Pandurenobrist., Mäntler, 1790. (Digitalisat in der Google-Buchsuche). (češki prijevod František Trenk, vůdce rakouských pandurů. Historický román z dob Marie Teresie, 1865.)
- Luka Ilić Oriovčanin, Baron Franjo Trenk i slavonski panduri, 1845.
- Octave Féré, Saint-Yves, Baron Trenck, roman, 1865. (češki prijevod 1897.)
- Václav Petrů, František Trenk, vůdce pandurů, 1880.
- Josip Eugen Tomić, Barun Franjo Trenk: pučki igrokaz u 4 čina, 1881. (i [1910?], [1943?])
- František Bauer, Podzemní žaláře na brněnském Špilberku a osudy nejzajímavějších vězňů, 1888. (sedmo poglavlje je o Trenku, str. 105. – 133.)
- Mór Jókai, A két Trenk - Trenk Frigyes, 1892. – 1893., roman, (slovački prijevod Dobrodružstvá rytiera Trenka, 1971.)
- Josip Andrić, Barun F. Trenk: historički roman iz slavnih vremena Marije Terezije.
- Julian Pallua-Gall, Trenck, Franz Freiherr von der., u: Allgemeine Deutsche Biographie (ADB). Band 38, Duncker & Humblot, Leipzig 1894., S. 566–568.
- Ferdo Šišić, Franjo barun Trenk i njegovi panduri: istorička rasprava, 1900., (i 1994.)
- Stjepan Šmid, Franjo barun Trenk i njegovi panduri / hrvatskoj mladeži priredio Stjepan Šmid, [1906?]
- Wilhelm Kayser, Der Pandurenoberst Trenck, Roman eines Abenteurers., P. Neff Verlag, Berlin, 1936. (češ. prijevod Plukovník pandurů Trenck, 1941.; hrv. prijevod Pandurski pukovnik Trenk: roman jednog pustolova, Nakladni zavod Jos. Čaklović K. D., Zagreb, 1943.)
- Samo Tomášik, Barón Trenck, vodca pandúrov, roman, 1974.
- Wolfgang Rappel, Trenck, Franz von der., u: Karl Bosl (Hrsg.): Bosls bayerische Biographie. Pustet, Regensburg 1983., ISBN 3-7917-0792-2, S. 785 f. (Digitalisat).
- Nikolaus von Preradovich, Das seltsam wilde Leben des Pandurenoberst Franz von der Trenck., Stocker, Graz. u.a. 1984., ISBN 3-7020-0361-4.
- Tomáš Dacík, Pekelník. Baron Trenck – mýtus a skutečnost, 1998.
- Zdeněk Vyhlídal,Vězeň ze Špilberku. Román o životě a smrti barona Františka Trenka, roman, 2001.
- Karel Richter, Trenk. Životní příběh geniálního válečníka, roman, 2004.
- Marko Tominac, Lika, Beč, Trenk ili bilo jednom 1746., Pauk, Vinkovci, 2012.
- Hrvoje Hitrec, Špilberk, roman, Školska knjiga, Zagreb, 2016.

Operete, drame, predstave
- Život a smrt Františka Trenka, náčelníka pandurů, (1870.)
- František baron Trenk, vůdce uherských pandurů, kazališna predstava, autor Ferdinand Kracher (1886.)
- Barun Trenk, opereta, autor Srećko Albini, 1908.
- Baron Trenck, der Pandur, drama, autor Otto Emmerich Groh (1944.)

Filmovi
- Baron Trenk, produkcija Lloyd film (1922.)
- Pandur Trenck, redatelj Herbert Selpin (1940.)
- Baron Trenck, redatelj Stanislav Slovák (2012.)

Stripovi
- Barun Trenk (1974.), autor Ivica Bednjanec, dvije epizode, svaka od deset tabli (nose nazive Kočija i Romeo i Julija), objavljene u "ZOV-u" 1974. godine.[12]

## Zanimljivosti
- Prigodom napada na pruski tabor 1745. godine zauzeo je kraljev šator i kao ratni plijen osvojio šah od slonove kosti i stijeg pruskoga kralja Fridrika II. Velikog.
- U poglavlju XXXV. romana Pustolovine Huckleberryja Finna, Mark Twain spominje baruna Trenka među junacima iz knjiga koje nabraja Tom Sawyer.

## Unutarnje poveznice
- Trenkovo